# Margitta Gummel
Margitta Gummel-Helmbold (Maagdenburg, 29 juni 1941 - Wietmarschen, 26 januari 2021) was een Duitse atlete, die gespecialiseerd was in het kogelstoten. Ze behoorde in de jaren zestig en zeventig tot de wereldtop bij het kogelstoten. Ze verbeterde een aantal maal het wereldrecord en nam driemaal deel aan de Olympische Spelen, waarbij ze twee medailles won (goud en zilver). Bij internationale wedstrijden kwam ze uit voor Oost-Duitsland.

## Biografie

### Eerste successen
Haar eerste succes boekte Margitta Gummel in 1966 door bij de Oost-Duitse indoorkampioenschappen het kogelstoten op haar naam te schrijven. Later dat jaar won ze ook goud bij Europese indoorkampioenschappen. Met een stoot van 17,30 m versloeg ze de Sovjet-Russische Tamara Press (zilver; 17,00) de eveneens voor de [Sovjet-Unie uitkomende Nadezjda Tsjizjova (brons; 16,95). De laatstgenoemde zou jarenlang haar rivale blijven. Zo werd ze driemaal tweede op de EK 1966, EK 1969 en EK 1971 achter deze Sovjet-Russische.

### Goud en zilver op Olympische Spelen
Op de Olympische Spelen van 1968 in Mexico-Stad stootte Gummel twee wereldrecords. Bij haar derde poging in de finale kwam zij tot 19,07, waarmee zij als eerste vrouw ter wereld voorbij de negentien meter stootte. Uiteindelijk kwam zij in haar vijfde poging zelfs tot 19,61, ruim voldoende om de wedstrijd op haar naam te schrijven. Ze versloeg hiermee haar landgenote Marita Lange (zilver; 18,78) en Nadezjda Tsjizjova (brons; 18,19). In datzelfde jaar werd Gummel verkozen tot Oost-Duits sportvrouw van het jaar. Op 11 september 1969 verbeterde ze bij een atletiekwedstrijd in Berlijn het wereldrecord tot 20,11. Vijf dagen later werd haar wereldrecord verbroken door haar rivale Nadezjda Tsjizjova.
In 1972 moest Margitta Gummel ondanks een verdere stoot van 20,22 bij de Spelen van München genoegen nemen met een zilveren medaille. De Sovjet-Russische Nadezjda Tsjizjova won deze wedstrijd met een beste poging van 21,03.
Na de Spelen van 1972 trok Gummel zich terug uit de topsport. Ze werd in 1976 moeder van een dochter en promoveerde in 1977. Ze werd werkzaam in een sportonderzoeksinstituut en later functionaris van de DVfL (Deutscher Verband für Leichtathletik der DDR) en tot het einde van de DDR van de Landessportbund Brandenburg.
In haar actieve tijd was ze aangesloten bij SC DHfK Leipzig.

### Het effect van anabole steroïden op prestaties
Na de Duitse hereniging werd bij archiefonderzoek van de diverse voormalige Oost-Duitse sportbonden van Gummel als een van de eerste DDR-atleten vastgesteld, dat men bij haar op 28 juli 1968, drie maanden voor de aanvang van de Spelen in Mexico, was begonnen met het toedienen van Oral-Turinabol, een anabole steroïde. Het dagblad Clinical Chemistry publiceerde in 1997 kaarten uit een wetenschappelijk rapport van 1973, waarop de toegediende doses Oral-Turinabol en de wedstrijdresultaten van 1968, 1969 en 1972 vermeld stonden. Het resultaat uit 1968 toont aan, dat er over een periode van drie maanden, voorafgaand aan Gummels gouden olympische medaille, sprake was geweest van een prestatieverbetering van twee meter, terwijl haar eerdere resultaten een consistent prestatieniveau te zien hadden gegeven.
Margitta Gummel had tot aan de Spelen in Mexico een dagelijkse dosis van 10 mg Oral-Turinabol toegediend gekregen, waarbij haar kogelstootprestaties in de betreffende driemaandse cyclus omhoog waren gegaan van zeventien naar negentien meter. In de volgende jaren was Oral-Turinabol in verhoogde doses toegediend, waarbij de prestaties op vergelijkbare wijze waren gestegen tot worpen voorbij de twintig meter. In het in 1997 uitgebrachte rapport werden wetenschappelijke grafieken getoond, waaruit bleek dat zelfs nadat men met het toedienen van de steroïden was gestopt, er nog sprake was van een sluimerend naeffect van de talrijke toegepaste steroïdencycli. Gedurende de perioden zonder steroïdengebruik waren de prestaties van Gummel nog steeds significant beter dan die in de periode van 1968 voordat zij aan steroïdengebruik blootgesteld was geweest. Simpel gesteld betoogden de DDR-wetenschappers, dat door het toedienen van anabole steroïden de atletiekprestaties van vrouwen veel spectaculairder waren verbeterd dan door jarenlange, natuurlijke trainingsvormen.
Als gevolg van deze bevindingen begon men in de DDR te experimenteren met Oral-Turinabol bij veel jongere vrouwen van dertien, veertien jaar, vooral in de zwemsport.

## Titels
- Olympisch kampioene kogelstoten - 1968
- Europees indoorkampioene kogelstoten - 1966
- Brits (AAA-) kampioene kogelstoten - 1968
- Oost-Duits kampioene kogelstoten - 1966, 1968, 1969, 1971, 1972
- Oost-Duits indoorkampioene kogelstoten - 1966, 1968, 1971

## Persoonlijk record
| Onderdeel   | Prestatie | Datum            | Plaats  |
| ----------- | --------- | ---------------- | ------- |
| kogelstoten | 20,22 m   | 7 september 1972 | München |

## Wereldrecords
| Afstand | Datum             | Plaats           |
| ------- | ----------------- | ---------------- |
| 18,87 m | 22 september 1968 | Frankfurt (Oder) |
| 19,07 m | 20 oktober 1968   | Mexico-Stad      |
| 19,61 m | 20 oktober 1968   | Mexico-Stad      |
| 20,10 m | 11 september 1969 | Berlijn          |

## Palmares

### kogelstoten
- 1964: 5e OS - 16,91 m
- 1966:  Oost-Duitse indoorkamp. - 17,45 m
- 1966:  EK indoor - 17,30 m
- 1966:  Oost-Duitse kamp. - 17,03 m
- 1966:  EK - 17,05 m
- 1967:  Europacup - 17,66 m
- 1968:  Oost-Duitse indoorkamp. - 17,48 m
- 1968:  EK indoor - 17,62 m
- 1968:  Britse (AAA)-kamp. - 16,99 m
- 1968:  Oost-Duitse kamp. - 17,77 m
- 1968:  OS - 19,61 m (WR)
- 1969:  Oost-Duitse kamp. - 18,68 m
- 1969:  EK - 19,58 m
- 1971:  Oost-Duitse indoorkamp. - 18,66 m
- 1971:  EK indoor - 19,50 m
- 1971:  Oost-Duitse kamp. - 19,38 m
- 1971:  EK - 19,22 m
- 1972:  Oost-Duitse kamp. - 19,48 m
- 1972:  OS - 20,22 m

## Onderscheidingen
- Oost-Duits sportvrouw van het jaar - 1968

1948: Micheline Ostermeyer ·
1952: Galina Zybina ·
1956: Tamara Tysjkevitsj ·
1960: Tamara Press ·
1964: Tamara Press ·
1968: Margitta Gummel ·
1972: Nadezjda Tsjizjova ·
1976: Ivanka Hristova ·
1980: Ilona Slupianek ·
1984: Claudia Losch ·
1988: Natalja Lisovskaja ·
1992: Svetlana Kriveljova ·
1996: Astrid Kumbernuss ·
2000: Janina Koroltsjik ·
2004: Yumileidi Cumbá ·
2008: Valerie Vili ·
2012: Valerie Adams ·
2016: Michelle Carter ·
2020: Gong Lijiao ·
2024: Yemisi Ogunleye
- Gemeinsame Normdatei: 140044574
- World Athletics: 14353140
- International Standard Name Identifier: 0000 0000 7333 4344
- Virtual International Authority File: 103356679
- WorldCat: E39PBJwmVJx8MDWtjHhxy6RqcP